# Rotala
Rotala är ett släkte av fackelblomsväxter. Rotala ingår i familjen fackelblomsväxter.

## Bildgalleri

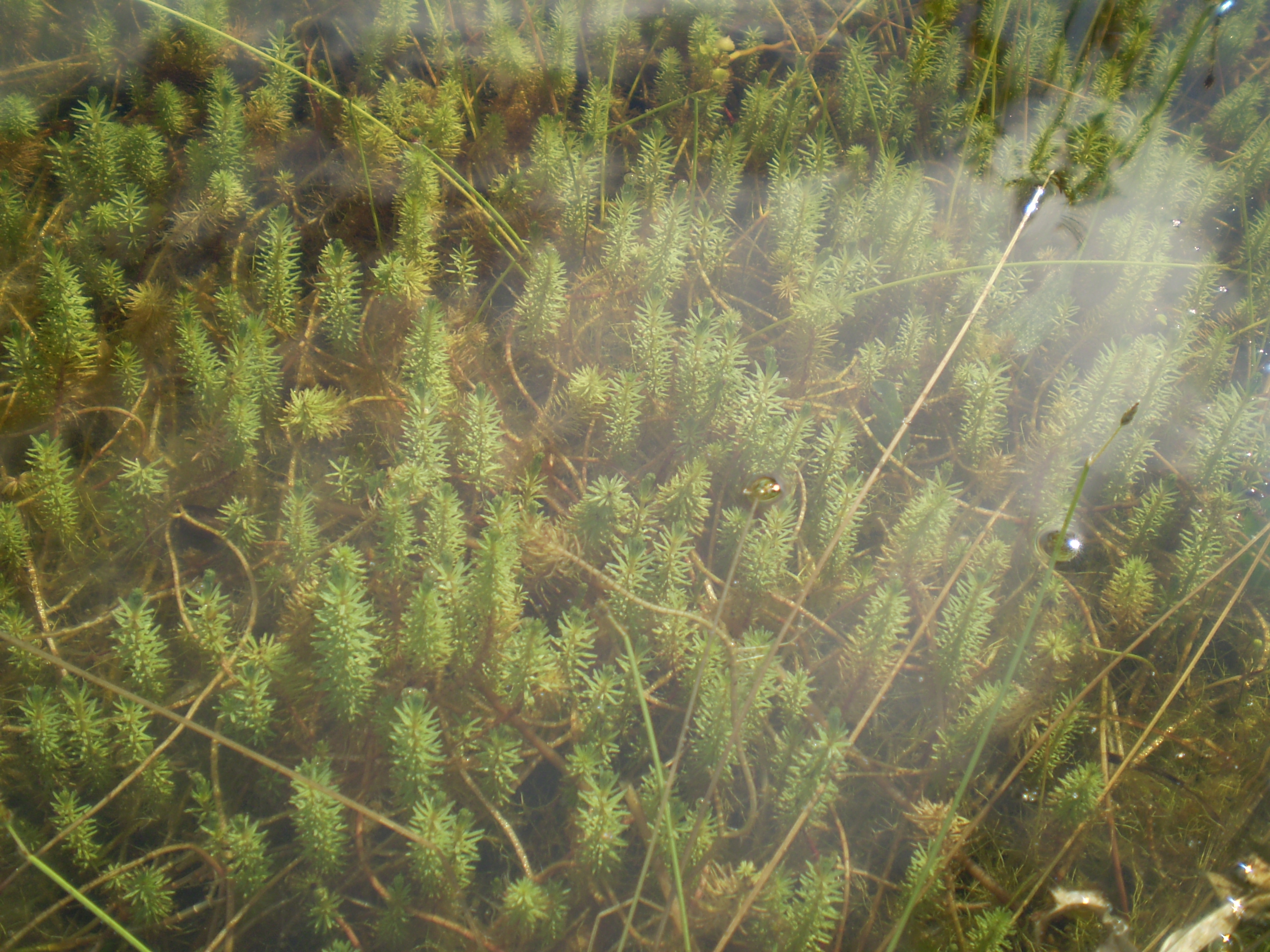
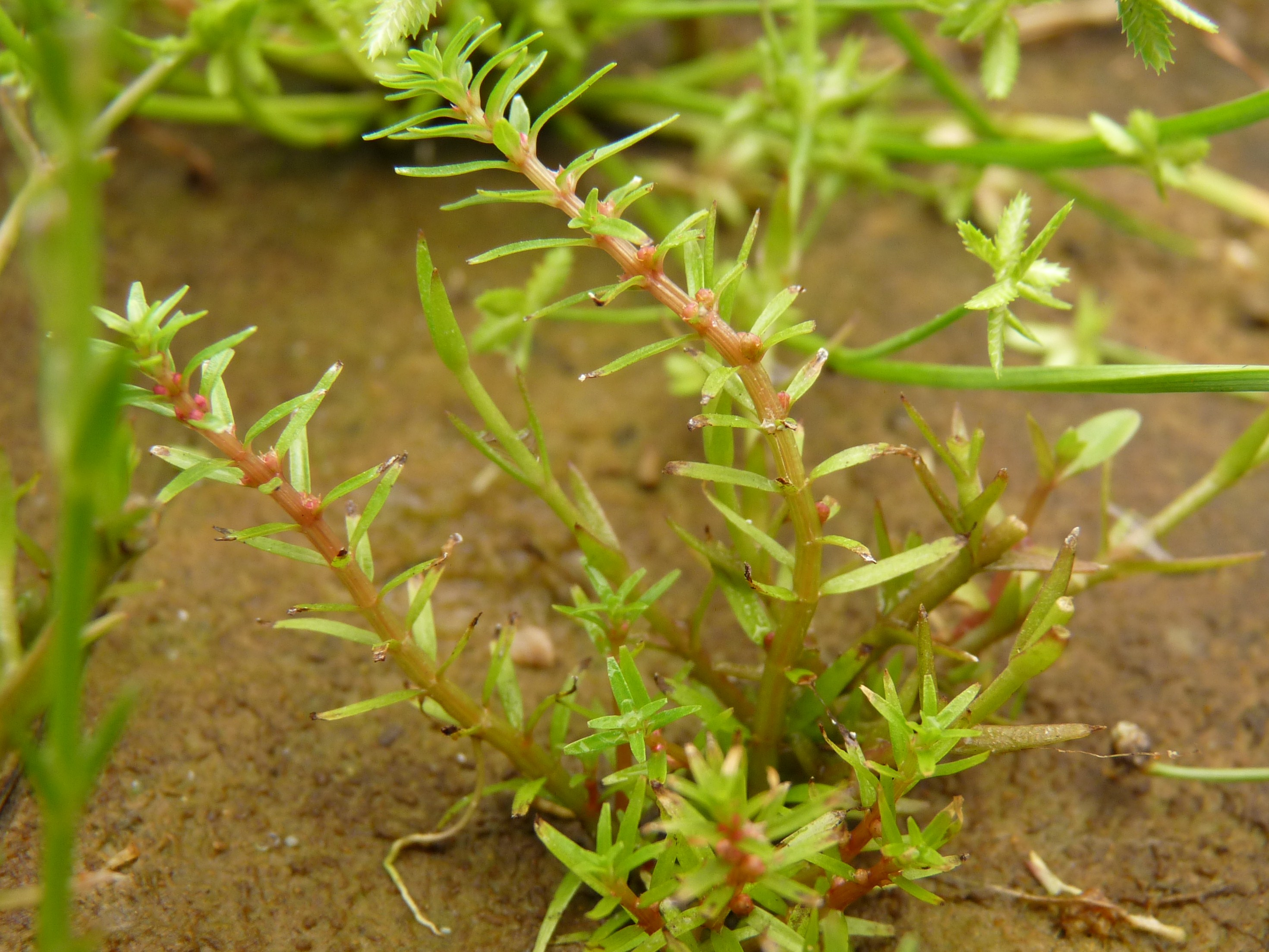
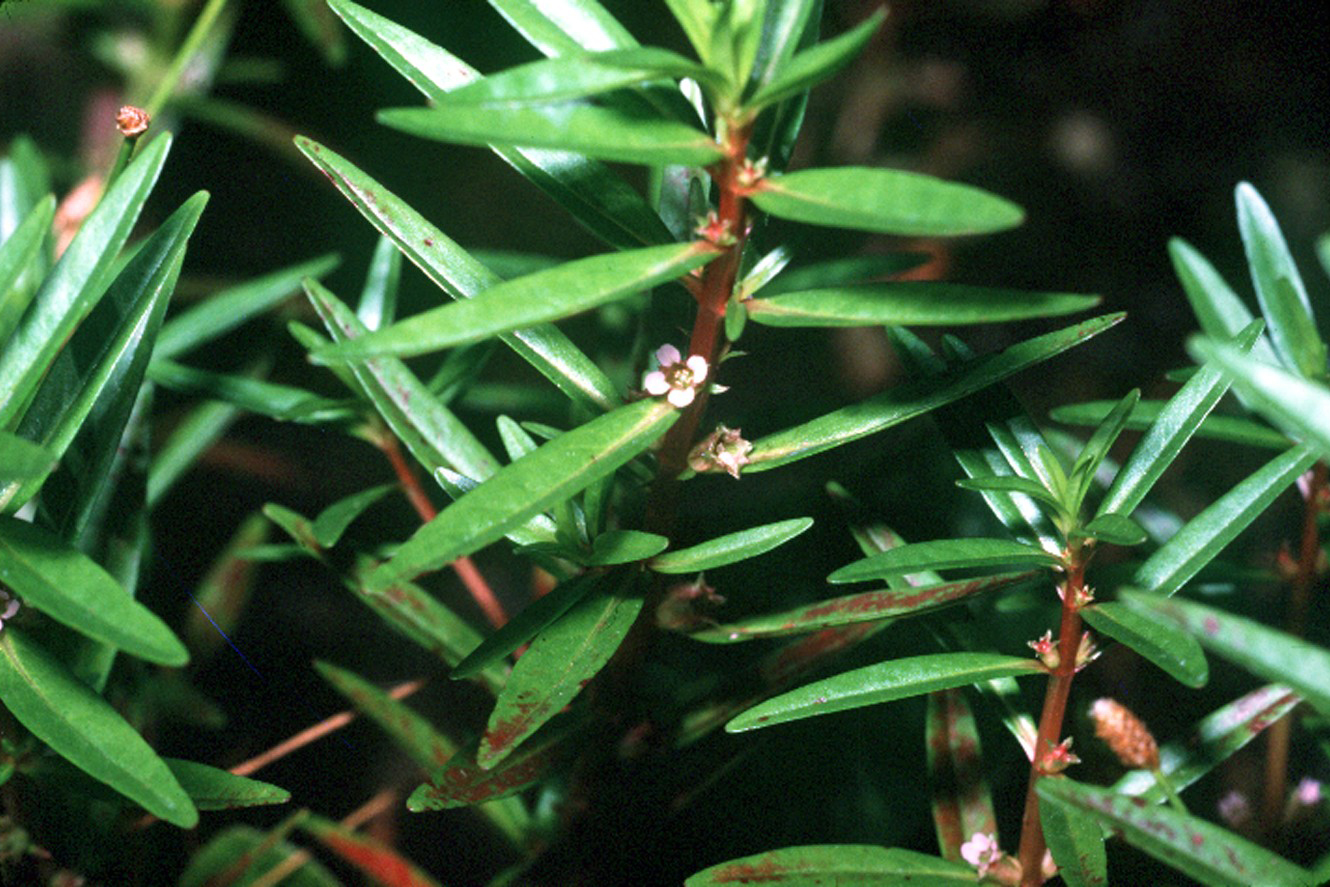
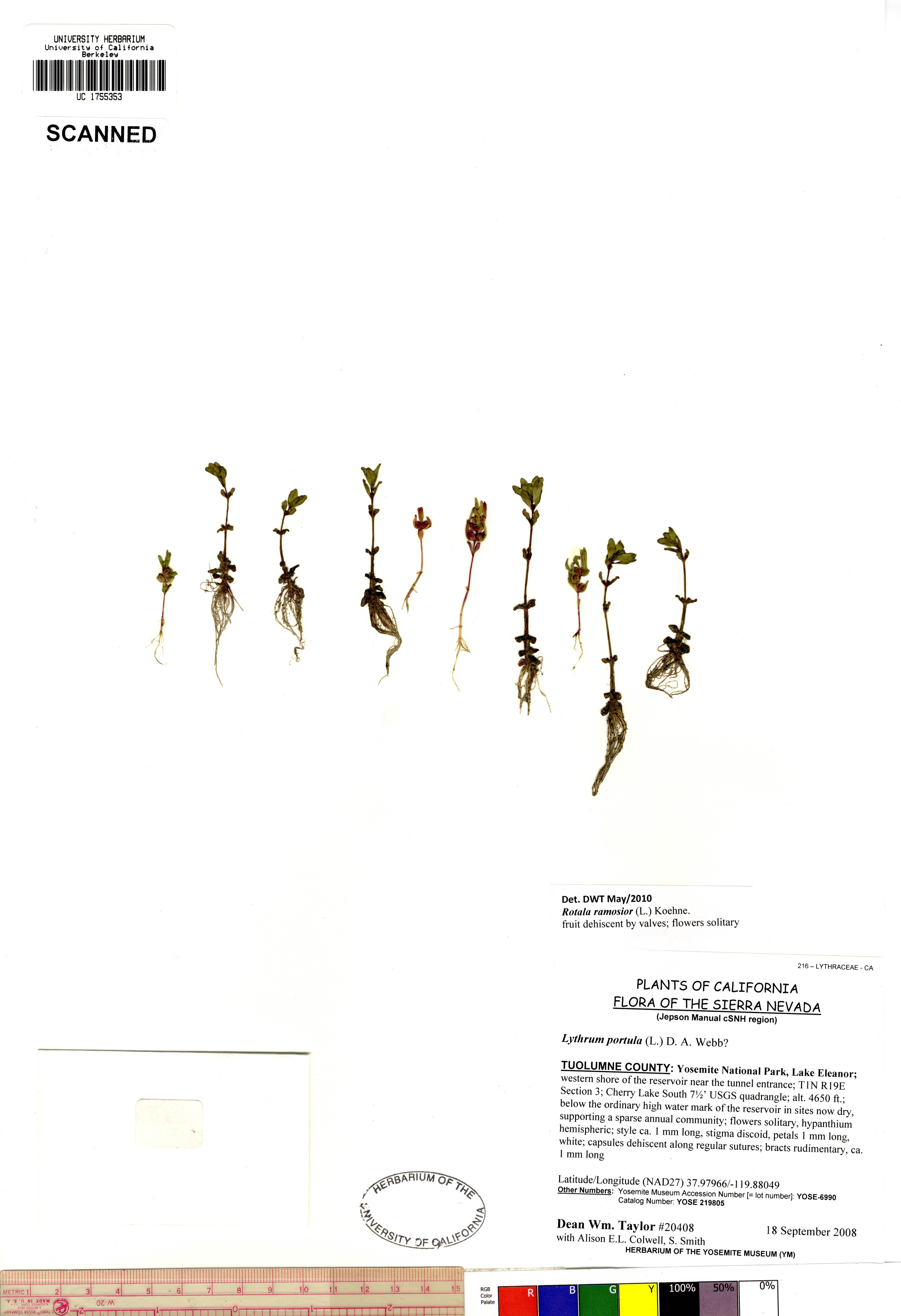

## Dottertaxa tillRotala, i alfabetisk ordning[1]
- Rotala andamanensis
- Rotala belgaumensis
- Rotala capensis
- Rotala cookii
- Rotala cordata
- Rotala densiflora
- Rotala diandra
- Rotala dinteri
- Rotala elatinoides
- Rotala filiformis
- Rotala fimbriata
- Rotala floribunda
- Rotala fluitans
- Rotala fontinalis
- Rotala fysonii
- Rotala gerardii
- Rotala gossweileri
- Rotala halophila
- Rotala hexandra
- Rotala hippuris
- Rotala illecebroides
- Rotala indica
- Rotala juniperina
- Rotala kasaragodensis
- Rotala letouzeyana
- Rotala lucalensis
- Rotala macrandra
- Rotala malabarica
- Rotala malampuzhensis
- Rotala meenkulamensis
- Rotala mexicana
- Rotala myriophylloides
- Rotala occultiflora
- Rotala pentandra
- Rotala pterocalyx
- Rotala ramosior
- Rotala repens
- Rotala ritchiei
- Rotala rotundifolia
- Rotala rubra
- Rotala serpiculoides
- Rotala serpyllifolia
- Rotala simpliciuscula
- Rotala smithii
- Rotala stagnina
- Rotala stipulata
- Rotala subrotunda
- Rotala tenella
- Rotala tenuis
- Rotala thymoides
- Rotala tripartita
- Rotala tulunadensis
- Rotala vasudevanii
- Rotala welwitschii
- Rotala verdcourtii
- Rotala verticillaris